# Kamerun na Letnich Igrzyskach Olimpijskich 2008
Kamerun na Letnich Igrzyskach Olimpijskich 2008 reprezentowało 33 zawodników – 26 mężczyzn i 7 kobiet.
Był to 12. start reprezentacji Kamerunu na letnich igrzyskach olimpijskich.

## Zdobyte medale
| Medal | Zawodnik               | Dyscyplina    | Konkurencja     |
| ----- | ---------------------- | ------------- | --------------- |
| Złoto | Françoise Mbango Etone | Lekkoatletyka | Trójskok kobiet |

## Skład kadry

### Boks
| Zawodnik       | Konkurencja                     | 1/32                          | 1/16                  | Ćwierćfinał           | Półfinał              | Finał                 |
| Zawodnik       | Konkurencja                     | Przeciwnik Wynik              | Przeciwnik Wynik      | Przeciwnik Wynik      | Przeciwnik Wynik      | Przeciwnik Wynik      |
| -------------- | ------------------------------- | ----------------------------- | --------------------- | --------------------- | --------------------- | --------------------- |
| Thomas Essomba | waga papierowa (do 48 kg)       | Hovhannes Danielyan L 3-9     | → Nie awansował dalej | → Nie awansował dalej | → Nie awansował dalej | → Nie awansował dalej |
| Mahaman Smaila | waga lekkopółśrednia (do 64 kg) | Roniel Iglesias L 1-15        | → Nie awansował dalej | → Nie awansował dalej | → Nie awansował dalej | → Nie awansował dalej |
| Joseph Mulema  | Waga półśrednia (do 69 kg)      | Bruno Flavien Bongongo W 17-2 | Hanati Silamu L 4-9   | → Nie awansował dalej | → Nie awansował dalej | → Nie awansował dalej |

### Judo
| Zawodnik        | Konkurencja      | Eliminacje                    | 1/32                       | 1/16                  | Ćwierćfinały          | Półfinały             | Pierwszy repasaż Runda | repasażowa Ćwierćfinały | repasażowe Półfinały  | Finał                 |
| Zawodnik        | Konkurencja      | Wynik                         | Wynik                      | Wynik                 | Wynik                 | Wynik                 | Wynik                  | Wynik                   | Wynik                 | Wynik                 |
| --------------- | ---------------- | ----------------------------- | -------------------------- | --------------------- | --------------------- | --------------------- | ---------------------- | ----------------------- | --------------------- | --------------------- |
| Franck Moussima | -100 kg mężczyzn | Arturo Martínez W 0100 / 0001 | Dániel Hadfi L 1002 / 0010 | → Nie awansował dalej | → Nie awansował dalej | → Nie awansował dalej | → Nie awansował dalej  | → Nie awansował dalej   | → Nie awansował dalej | → Nie awansował dalej |

### Lekkoatletyka
| Zawodnik               | Konkurencja                | Kwal.   | Kwal. | Ćwierćfinał            | Ćwierćfinał            | Półfinał               | Półfinał               | Finał                  | Finał                  |
| Zawodnik               | Konkurencja                | Wynik   | Poz.  | Wynik                  | Poz.                   | Wynik                  | Poz.                   | Wynik                  | Poz.                   |
| ---------------------- | -------------------------- | ------- | ----- | ---------------------- | ---------------------- | ---------------------- | ---------------------- | ---------------------- | ---------------------- |
| Lucien Mamba-Schlick   | trójskok mężczyzn          | 16.01 m | 15    |                        |                        |                        |                        | → Nie awansował dalej  | → Nie awansował dalej  |
| Myriam Léonie Mani     | bieg na 100 m kobiet       | 10.50   | 39    | 10.08                  | 34                     | → Nie awansowała dalej | → Nie awansowała dalej | → Nie awansowała dalej | → Nie awansowała dalej |
| Carole Kaboud Mebam    | bieg na 400 m przez płotki | 57.81   | 24    | → Nie awansowała dalej | → Nie awansowała dalej | → Nie awansowała dalej | → Nie awansowała dalej | → Nie awansowała dalej | → Nie awansowała dalej |
| Françoise Mbango Etone | trójskok kobiet            | 14.50 m | 6     |                        |                        |                        |                        | 15.39 m                |                        |
| Georgina Tóth          | rzut młotem kobiet         | NM      | -     |                        |                        |                        |                        | → Nie awansowała dalej | → Nie awansowała dalej |

### Piłka nożna
Mężczyźni
| Zawodnik            |
| ------------------- |
| Albert Baning       |
| Gustave Bebbe       |
| Paul Bebey          |
| Christian Bekamenga |
| André Bikey         |
| Aurélien Chedjou    |
| Alexis Enam         |
| Antonio Ghomsi      |
| Georges Mandjeck    |
| Stéphane Mbia       |
| Marc Mboua          |
| Serge N'Gal         |
| Nicolas N’Koulou    |
| Alain Ollé          |
| Alex Song           |
| Franck Songo'o      |
| Amour Tignyemb      |

### Pływanie
| Zawodnik          | Konkurencje                   | Kwal. | Kwal. | Półfinał               | Półfinał               | Finał                  | Finał                  |
| Zawodnik          | Konkurencje                   | Wynik | Poz.  | Wynik                  | Poz.                   | Wynik                  | Poz.                   |
| ----------------- | ----------------------------- | ----- | ----- | ---------------------- | ---------------------- | ---------------------- | ---------------------- |
| Alain Brigion     | 50 m stylem dowolnym mężczyzn | 24.53 | 61    | → Nie awansował dalej  | → Nie awansował dalej  | → Nie awansował dalej  | → Nie awansował dalej  |
| Antoinette Guedia | 50 m stylem dowolnym kobiet   | 33.59 | 83    | → Nie awansowała dalej | → Nie awansowała dalej | → Nie awansowała dalej | → Nie awansowała dalej |

### Podnoszenie ciężarów
| Zawodnik       | Konkurencja | Rwanie | Rwanie  | Podrzut | Podrzut | Łącznie | Miejsce |
| Zawodnik       | Konkurencja | Wynik  | Miejsce | Wynik   | Miejsce | Łącznie | Miejsce |
| -------------- | ----------- | ------ | ------- | ------- | ------- | ------- | ------- |
| Brice Batchaya | -85 kg      | 153 kg | 13      | 180 kg  | 14      | 333 kg  | 14      |

### Tenis stołowy
| Zawodnik             | Konkurencja           | Eliminacje       | Runda 1                | Runda 2                | Runda 3                | Runda 4                | Ćwierćfinał            | Półfinał               | Finał                  |
| Zawodnik             | Konkurencja           | Przeciwnik Wynik | Przeciwnik Wynik       | Przeciwnik Wynik       | Przeciwnik Wynik       | Przeciwnik Wynik       | Przeciwnik Wynik       | Przeciwnik Wynik       | Przeciwnik Wynik       |
| -------------------- | --------------------- | ---------------- | ---------------------- | ---------------------- | ---------------------- | ---------------------- | ---------------------- | ---------------------- | ---------------------- |
| Victorine Agum Fomum | gra pojedyncza kobiet | Lian Qian L 0-4  | → Nie awansowała dalej | → Nie awansowała dalej | → Nie awansowała dalej | → Nie awansowała dalej | → Nie awansowała dalej | → Nie awansowała dalej | → Nie awansowała dalej |

### Wioślarstwo
| Zawodnik          | Konkurencja      | Kwalifikacje | Kwalifikacje | Repasaż | Repasaż | Ćwierćfinał | Ćwierćfinał | Półfinał | Półfinał | Finał   | Finał |
| Zawodnik          | Konkurencja      | Wynik        | Poz.         | Wynik   | Poz.    | Wynik       | Poz.        | Wynik    | Poz.     | Wynik   | Poz.  |
| ----------------- | ---------------- | ------------ | ------------ | ------- | ------- | ----------- | ----------- | -------- | -------- | ------- | ----- |
| Paul Etia Ndoumbè | jedynki mężczyzn | 7:59.26      | 5            |         |         |             |             | 7:29.68  | 2        | 7:21.34 | 5     |

### Zapasy
| Zawodnik          | Konkurencja | 1/8                       | Ćwierćfinał            | Półfinał               | Repasaż Runda 1        | Repasaż Runda 2        | Finał                  |
| Zawodnik          | Konkurencja | Przeciwnik Wynik          | Przeciwnik Wynik       | Przeciwnik Wynik       | Przeciwnik Wynik       | Przeciwnik Wynik       | Przeciwnik Wynik       |
| ----------------- | ----------- | ------------------------- | ---------------------- | ---------------------- | ---------------------- | ---------------------- | ---------------------- |
| Ali Annabel Laure | −72 kg      | Agnieszka Wieszczek L 0-3 | → Nie awansowała dalej | → Nie awansowała dalej | → Nie awansowała dalej | → Nie awansowała dalej | → Nie awansowała dalej |